# Maciej Bernatt-Reszczyński
Maciej Bernatt-Reszczyński (ur. 15 listopada 1955 we Wrocławiu) – polski dziennikarz, pisarz, aktor i reżyser.
Absolwent Wydziału Aktorskiego Państwowej Wyższej Szkoły Filmowej, Telewizyjnej i Teatralnej im. Leona Schillera w Łodzi (1978), gdzie studiował na roku m.in. z Bożeną Stryjkówną, Elżbietą Piwek, Bogusławą Pawelec, Jackiem Komanem, Piotrem Skibą, Andrzejem Szczytko, Jacentym Jędrusikiem i Mariuszem Wojciechowskim. Karierę zawodową rozpoczynał w teatrze, pracując między innymi w Teatrze im. Juliusza Osterwy w Gorzowie Wielkopolskim oraz Wrocławskim Teatrze Współczesnym pod dyrekcją Kazimierza Brauna, a od 1984 jako reżyser w Irlandii, gdzie stworzył wraz z Daire Brehan grupę teatralną, "Theatre Unlimited". Od 1989 był związany z BBC. W latach 1996–2003 współtworzył portale internetowe największych redakcji językowych Serwisu Światowego BBC oraz pracował jako redaktor naczelny europejskich serwisów internetowych Serwisu Światowego BBC. Od kwietnia 2003 do marca 2011 roku kierował Redakcją Ukraińską BBC. W latach 2011–2016 mieszkał w Polsce, pracując między innymi jako zastępca dyrektora, a następnie dyrektor biura koordynacji programowej TVP. Książki: Biografia twórcy najsłynniejszego polskiego teleturnieju "Wielka Gra Serafinowicza", reportaż historyczny "Niewygodny Polak", poświęcony zabójstwu przez Gwardię Ludową, komendanta policji polskiej w Warszawie, płk. Aleksandra Reszczyńskiego, "Gary Cooper Znad Wisły - Życie i role Jerzego Pichelskiego" jednego z największych amantów polskiego kina przedwojennego (Fabuła-Fraza, 2019).  